# Carl Bronner

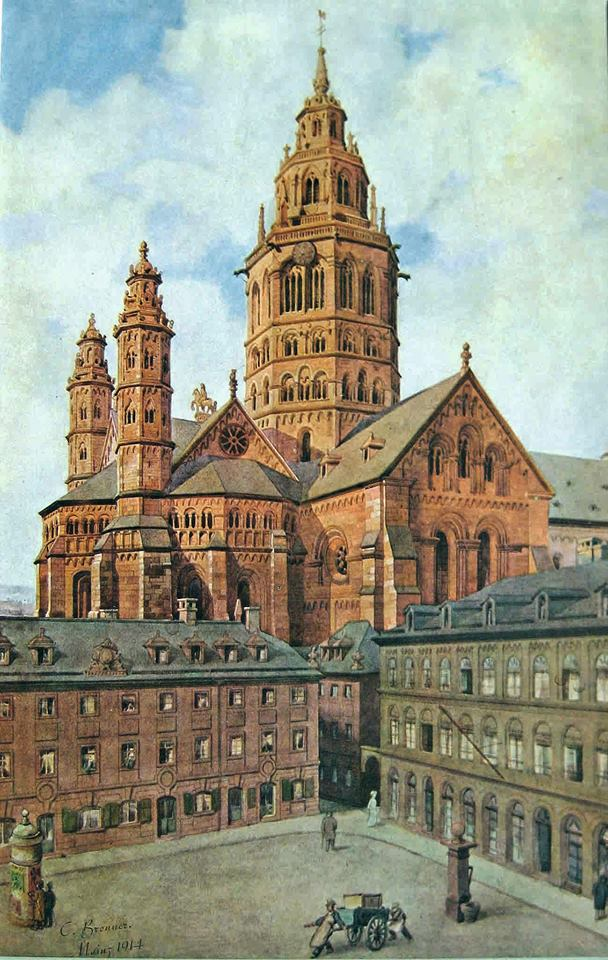
Carl Bronner: Mainzer Dom

Karl Hermann August Emil Bronner, auch häufig Karl Bronner, (* 16. Mai 1857 in Stuttgart; † 26. Oktober 1936 in Mainz) war ein deutscher Architekt, Bauforscher, Maler und Grafiker. Hauptberuflich war er als Zeichenlehrer an der Oberrealschule bzw. am Realgymnasium in Mainz tätig. Zeitweilig war er als Zeichner von Plänen und Perspektiven an der Inventarisation der hessischen Kunstdenkmäler beteiligt.

## Leben und Werk
Bronner studierte Architektur an der Technischen Hochschule Stuttgart. Zuerst war er in Friedberg (Hessen) als Zeichenlehrer tätig, wo er auch am 12. Oktober 1892 Wilhelmine Marie Lina Windecker heiratete. Im Jahre 1894 siedelte er nach Mainz über.
Bronner malte etwa 100 Aquarelle von der Mainzer Altstadt.
Als Architekt baute Bronner offenbar nicht viel, an Bauten sind nur die evangelische Kirche in Kostheim und das Gebäude Heidesheimer Str. 58 in Mainz-Gonsenheim im Jahre 1890 bekannt.
Schwerpunkte seiner Arbeiten waren vor allem Kirchenrestaurierungen im rheinhessischen Raum und Wandmalereien, die er entdeckte und freilegte.
In den 1890er Jahren arbeitete er sehr erfolgreich mit Rudolf Adamy zusammen. Für mehrere Publikationen von Adamy lieferte Bronner detailgetreue Zeichnungen. Außerdem stellte er für die Inventarisation der hessischen Denkmäler Bauaufnahmen der restaurierten Kirchen her, die während des Krieges im Denkmalarchiv im Darmstädter Schloss 1944 verbrannt sind.

## Schriften
- Münzenberg. Ein kunstgeschichtlicher Führer durch Burg und Stadt. Friedberg 1921.
- Odenwaldburgen. Teil 1. Ein kunstgeschichtlicher Führer. Groß-Umstadt 1924.
- Odenwaldburgen. Teil 2. Ein kunstgeschichtlicher Führer. Mainz 1927.
- Die Burgen der Bergstraße. In: Volk und Scholle, Band 4 (1926), S. 138–143.
- Die St. Nikolaikirche in Alzey. In: Volk und Scholle, Band 5 (1927), S. 181–185.
- Nochmals die Starkenburg. In: Volk und Scholle, Band 5 (1927), S. 287–288.
- Die evangelische Kirche in Hochheim-Worms und ihre wieder freigelegte Krypta. In: Volk und Scholle, Band 10 (1932), S. 128–133.
- Wohntürme im Volksstaat Hessen. Teil 1: Rheinhessen. In: Mainzer Zeitschrift, Jg. 28.1933, S. 27–40.
- Wohntürme im Volksstaat Hessen. Teil 2: Starkenburg. In: Mainzer Zeitschrift, Jg. 29.1934, S. 14–25.